# Rauhajärvi (sjö i Norra Savolax)
Rauhajärvi är en sjö i Finland. Den ligger i kommunen Varkaus i landskapet Norra Savolax, i den sydöstra delen av landet, 290 km nordost om huvudstaden Helsingfors. Rauhajärvi ligger 82,1 meter över havet. I omgivningarna runt Rauhajärvi växer i huvudsak blandskog. Den är 17,22 meter djup. Arean är 1,04 kvadratkilometer och strandlinjen är 10,08 kilometer lång. Sjön  ingår i Vuoksens huvudavrinningsområde. 